# قهرمانی جودو جهان ۱۹۷۳
قهرمانی جودو جهان ۱۹۷۳ هشتمین دوره از رقابت‌های قهرمانی جهان می‌باشد که از ۲۲ تا ۲۴ ژوئن ۱۹۷۳ در لوزان، سوئیس برگزار گردید.

## خلاصه مدال‌ها

### مردان
| رویداد | طلا              | نقره                | برنز                                |
| ۶۳– ک‌گ | Yoshiharu Minami | تاکائو کاواگوچی     | Shengeli Pitskhelauri اکتور رودریگس |
| ۷۰– ک‌گ | تویوکازو نومورا  | Dietmar Hötger      | Anatoliy Novikov Kazuo Yoshimura    |
| ۸۰– ک‌گ | Shozo Fujii      | ایسامو سونودا       | Bernd Look Antoni Reiner            |
| ۹۳– ک‌گ | Nobuyuki Sato    | Takafumi Ueguchi    | دیتمار لورنز David Starbrook        |
| ۹۳+ ک‌گ | Chonosuke Takagi | Dzhibilo Nizharadze | سرگی نوویکوف Keith Remfry           |
| آزاد   | کازوهیرو نینومیا | هاروکی یمورا        | Klaus Glahn Wolfgang Zuckschwerdt   |

## جدول مدال‌ها
| رتبه           | کشور               | طلا | نقره | برنز | مجموع |
| -------------- | ------------------ | --- | ---- | ---- | ----- |
| ۱              | ژاپن               | ۶   | ۴    | ۱    | ۱۱    |
| ۲              | آلمان شرقی         | ۰   | ۱    | ۳    | ۴     |
| ۲              | اتحاد جماهیر شوروی | ۰   | ۱    | ۳    | ۴     |
| ۴              | بریتانیای کبیر     | ۰   | ۰    | ۲    | ۲     |
| ۵              | آلمان غربی         | ۰   | ۰    | ۱    | ۱     |
| ۵              | لهستان             | ۰   | ۰    | ۱    | ۱     |
| ۵              | کوبا               | ۰   | ۰    | ۱    | ۱     |
| مجموع (۷ کشور) | مجموع (۷ کشور)     | ۶   | ۶    | ۱۲   | ۲۴    |